# Dolichopeza leonardi
Dolichopeza leonardi är en tvåvingeart som beskrevs av Günther Theischinger 1993. Dolichopeza leonardi ingår i släktet Dolichopeza och familjen storharkrankar. Inga underarter finns listade i Catalogue of Life.